# ماراتن نیویورک

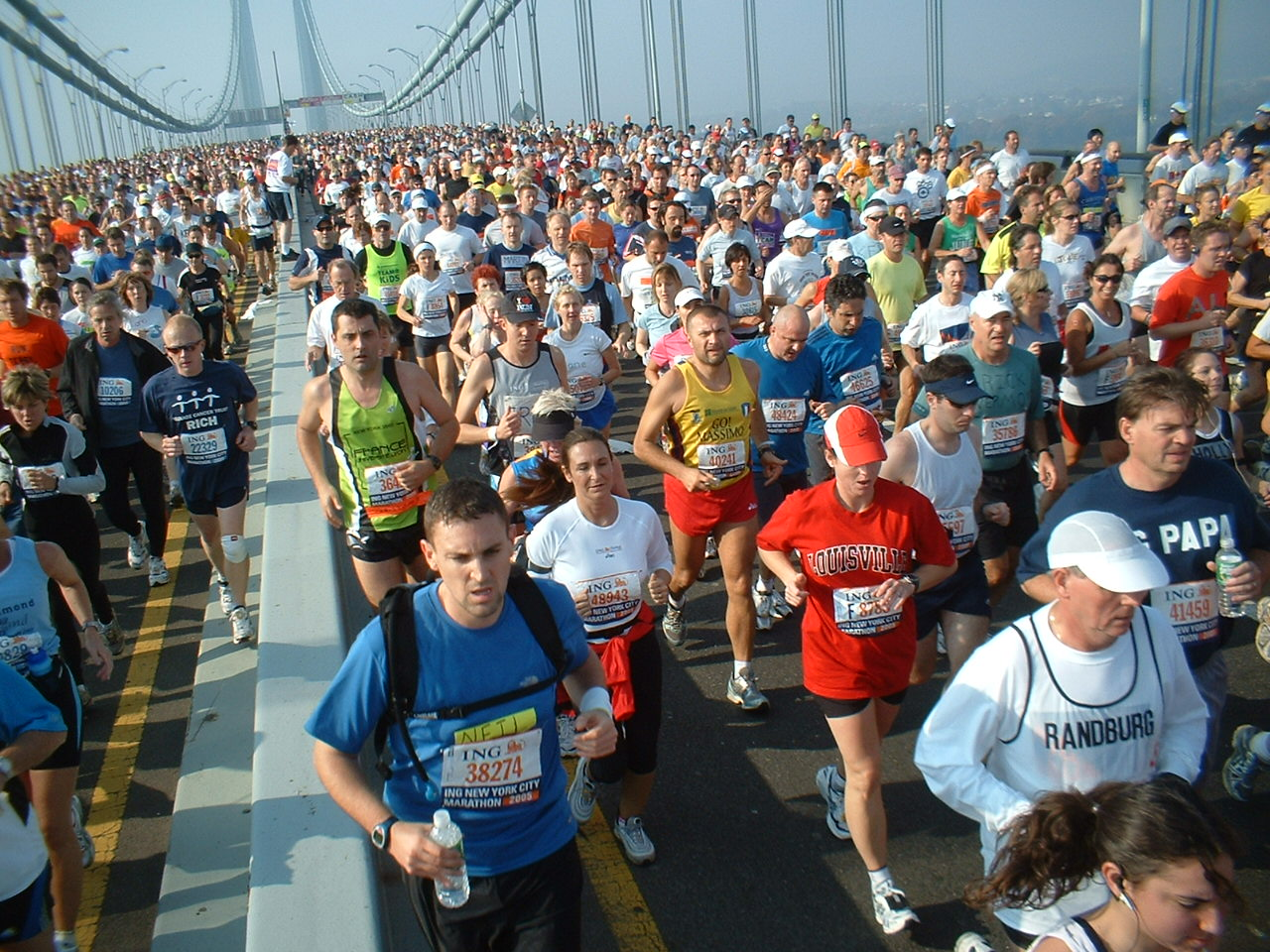
شرکت کنندگان در حال عبور از روی پل ورازانو

دوی ماراتن نیویورک (به انگلیسی: New York City Marathon) تأسیس ۱۹۷۰، از مشهورترین دوهای ماراتن جهان است.
این مسابقهٔ عمومی هر ساله در شهر نیویورک برگزار شده و با شرکت ۳۸۰۰۰ شرکت‌کننده (سال ۲۰۰۶)، بزرگترین مسابقهٔ ماراتن جهان است.
طول مسیر این مسابقه، همانند دوی ماراتن بوستون، ۴۲ کیلومتر است، و از هر پنج محلهٔ شهر نیویرک می‌گذرد.